# Claudio Úbeda
Claudio Úbeda (født 17. september 1969) er en tidligere argentinsk fodboldspiller.